# Jaap d'Oliveira
Jaap d'Oliveira (Amsterdam, 20 april 1908 - aldaar, 17 januari 1978) was een Nederlands fotograaf, vooral bekend door zijn interieur- en architectuurfotografie. Hij wordt gezien als een van de belangrijkste Nederlandse architectuurfotografen van de 20e eeuw.

## Biografie
Jaap d'Oliveira begon zijn loopbaan als assistent van de Amsterdamse portretfotograaf Johan Rickhoff. In 1927 vestigde hij zich als zelfstandig fotograaf, gespecialiseerd in technische en wetenschapsfotografie. Met portretfotografie heeft hij zich in zijn verdere loopbaan niet meer beziggehouden. 
Door bemiddeling van zijn vader kon hij in 1930 volontair worden bij de Duitse fotograaf Albert Renger-Patzsch in Essen. Renger-Patzsch was een internationaal bekende fotograaf die werkte in de stijl van de Nieuwe zakelijkheid.  Ook liep d'Oliveira een half jaar stage bij de architectuurfotograaf Hugo Schmölz in Keulen.  Terug in Nederland had hij van 1932 tot 1934 een compagnonschap met Hans Spies, die net als hij geïnteresseerd was in het fotograferen van bouwen en wonen in een zakelijke stijl. Hun belangrijkste opdrachtgever in die tijd was de meubelafdeling van het warenhuis Metz & Co.
Vanwege zijn Joodse afkomst kon d'Oliveira tijdens de Duitse bezetting van Nederland zijn werk niet uitoefenen. Het feit dat hij getrouwd was met een niet-Joodse Duitse vrouw (de fotografe Gerda Leo) behoedde hem voor deportatie. In 1945 werd hij op voorspraak van zijn vriend Willem Sandberg benoemd als docent aan het Instituut voor Kunstnijverheidsonderwijs, de latere Rietveldacademie. Samen met Sandberg heeft d'Oliveira zich ingezet voor de oprichting van een zelfstandige afdeling fotografie aan de Rietveldacademie.
In de jaren na de Tweede Wereldoorlog werd d’Oliveira in Nederland een toonaangevend architectuurfotograaf. Zijn stijl was helder, strak en zonder opsmuk. Hij werkte voor Jan Frederik Staal, Gerrit Rietveld en Alexander Bodon. Hij was lid van Gkf, de beroepsvereniging van fotografen. 
In 1968 nam zijn zoon Maarten d'Oliveira de studio van zijn vader over. Het vooroorlogse negatieven-archief van d'Oliveira is bij een lekkage verloren gegaan.
- Biografisch Portaal: 38775974
- Gemeinsame Normdatei: 174253508
- International Standard Name Identifier: 0000 0003 5923 6846
- Nederlandse Thesaurus van Auteursnamen: 072150025
- PIC: 336581
- RKD-Nederlands Instituut voor Kunstgeschiedenis: 109123
- Museum of New Zealand Te Papa Tongarewa: 31116
- Virtual International Authority File: 212368953
- WorldCat: E39PBJrwPVwt48QYM4TDJcxhpP